# تاريخ المؤسسة الدينية الشيعية (كتاب)
تاريخ المؤسسة الدينية الشيعية من العصر البويهي إلى نهاية العصر الصفوي الأول (300-1000ھ/912-1591م)، كتاب من تأليف جودت القزويني، وهو أحد ثلاثة كتب صدرت للمؤرخ العراقي، تتناول قضايا المرجعية الدينية الشيعية.

## نبذة عن الكتاب
يتسم كتاب المؤسسة الدينية الشيعية بمنهجية مغايرة لما هو سائد في تحليل تاريخ المرجعية الشيعية، ففي حين أن معظم الكتب التي تتناول هذا الموضوع، تبحثه إما من الزوايا الشخصية للمرجعية، أو من الجانب العلمي البحت. يطل هذا الكتاب برؤية مختلفة في قراءته للاحداث التاريخية عموماً، ولتاريخ المرجعية خصوصاً، حيث يتجلى المنهج النقدي في سياق العلاقة الجدلية بين الديني والسياسي. وقد أوضح المؤرخ في مقدمة كتابه الأسس المنهجية العامة لقراءة التاريخ، ويدخل في نطاق نقدي واسع للأسس المعتمدة لدى المؤرخين والمحللين للقضايا التاريخية.

## منهج المؤلف
لم يقتصر منهج المؤرخ القزويني على معرفة الوقائع القديمة المتعلقة بخبرة الماضي، وإنما تعدى إلى اللجوء لخبرة الحاضر في تفسير الغامض من الأحداث واللامرئي، فهو يستفيد من مفردات الحاضر المعرفية في الكشف عن مفردات الماضي كوحدة ترابطية عضوية، فالصلة بين الماضي والحاضر هي صلة تقمص، والتاريخ لا يتشكل الا من مزجهما معا، وعدم فصلهما عن مجريات الأحداث المتدفقة في الماضي والحاضر.
وقد قام المؤلف باستخدام مصطلح (المدرسة) على المكان الذي ازدهر فيه التعليم الديني الشيعي في بغداد والحلة والنجف وقم وجبل عامل، وقد استبعد مصطلح (الحوزة العلمية) عن التداول على اعتبار ان هذا المصطلح هو من المفردات المستحدثة التي لم يتعد وجودها القرن الرابع عشر الهجري (العشرين الميلادي).

## أبرز فصول الكتاب
- أرخ المؤلف في هذا الكتاب لثلاث مدارس رئيسة حفل بها النشاط الديني والسياسي الشيعي وهي: مدرسة بغداد ومدرسة الحلة، ومدرسة جبل عامل، والتي شملت العهود السياسية الرئيسة التالية: البويهيين، السلاجقة، الدولة المغولية الاليخانية، المماليك، العهد الصفوي الأول والعهدالعثماني.
- شملت هذه الدراسة مدارس علمية شيعية أخرى، مثل: النجف، حلب، طبرستان (مازندران)، البحرين.

## الطبعة الأولى
طبع هذا الكتاب في 462 صفحة من القطع الكبير في لبنان (دار الرافدين) عام 2005م.